# 1602년
1602년은 화요일로 시작하는 평년이다.

## 연호
- 명(明) 만력(萬曆) 30년
- 일본(日本) 게이초(慶長) 7년
- 후 레 왕조(後黎朝) 호앙딘(弘定) 3년
- 막 왕조(莫朝) 끼엔통(乾統) 10년

## 기년
- 류큐(琉球) 쇼네이왕(尚寧王) 14년
- 명(明) 신종 만력제(神宗 萬曆帝) 30년
- 조선(朝鮮) 선조(宣祖) 35년
- 후 레 왕조(後黎朝) 경종(敬宗) 3년

## 사건
- 3월 20일 - 네덜란드 암스테르담에 동인도 회사 설립
- 날짜 미상 - 일본 에도 막부가 기독교 금지령을 내리다.

## 사망
- 12월 13일 - 조선의 관료 김명원

## 문화
- 2월 14일 - 윌리엄 셰익스피어, 십이야 저술.